# Maria Eugenia Jasińska
Maria Eugenia Jasińska (ur. 20 listopada 1906 w Łodzi, zm. 20 kwietnia 1943 tamże) – polska harcerka, żołnierka ZWZ i AK.

## Życiorys
Ukończyła gimnazjum żeńskie Romany Konopczyńskiej-Sobolewskiej w 1928 roku. 8 czerwca 1932 roku zdobyła stopień pomocnika aptekarskiego na Wydziale Farmaceutycznym Uniwersytetu Warszawskiego.
Była aktywną harcerką, należała do 6 Łódzkiej Drużyny Harcerek im. Klementyny Hoffmanowej, żołnierzem ZWZ i AK. Podczas II wojny światowej pracowała jako farmaceutka w aptece „Pod Łabędziem” (kierownikiem apteki był Niemiec) przy zbiegu ulic: Wólczańskiej i 6 Sierpnia (apteka funkcjonuje do dziś), gdzie potajemnie tworzyła fałszywe dokumenty dla żołnierzy AK i osób ukrywających się, a także przygotowywała paczki z lekarstwami dla potrzebujących. Była łączniczką, która zajmowała się m.in. „przerzutami” ludzi za granicę.
19 kwietnia 1942 r. została aresztowana przez Niemców podczas akcji „Dorsze”, której celem było zorganizowanie przerzutu za granicę trzech oficerów brytyjskich, zbiegłych z obozu jenieckiego. Początkowo przetrzymywana była w więzieniu przy ul. Gdańskiej, następnie przewieziono ją na Radogoszcz. W więzieniu poddawana była długotrwałym torturom, mającym na celu zdobycie informacji na temat innych uczestników akcji oraz nazwisk członków AK. Jasińska nie wydała nikogo.
8 marca 1943 r. odbył się „proces” Jasińskiej przed niemieckim sądem specjalnym w Łodzi; wydano wyrok skazujący na karę śmierci przez powieszenie. Egzekucji dokonano 20 kwietnia 1943 r. w więzieniu przy ul. Kopernika 29.
Ciała Marii Jasińskiej nigdy nie odnaleziono. W 1944 roku została pośmiertnie odznaczona Krzyżem Srebrnym Orderu Virtuti Militari, w 30. rocznicę wyzwolenia Polski również Krzyżem Walecznych, natomiast w 1945 r. rodzina Jasińskiej otrzymała wyrazy uznania od Naczelnego Dowództwa Brytyjskich Sił Powietrznych. Na ścianie budynku apteki znajduje się tablica upamiętniająca osobę Marii Eugenii Jasińskiej. Jej imię nosi 3. Łódzka Drużyna Harcerek „Koniczyny”.